# Icaraspidiotus chaetopterus
Icaraspidiotus chaetopterus är en insektsart som beskrevs av Sadao Takagi 2000. Icaraspidiotus chaetopterus ingår i släktet Icaraspidiotus och familjen pansarsköldlöss.
Artens utbredningsområde är Filippinerna. Inga underarter finns listade i Catalogue of Life.